# Apomys musculus
Apomys musculus is een knaagdier uit het geslacht Apomys dat voorkomt in de provincies Benguet, Camarines Sur en Isabela op Luzon en op Mindoro, allebei in de Filipijnen. Mogelijk komt hij ook voor op Dinagat, op 750 m hoogte, maar dat is biogeografisch onwaarschijnlijk. Op Mount Isarog (provincie Camarines Sur) komt hij voor in hooglandregenwoud van 1125 tot 1750 m hoogte, maar is hij het meest algemeen tussen 1125 en 1350 m. In Isabela, in het noordoosten, komt hij voor in laaglandregenwoud op 300 m, in Benguet op 1500 m. De soort is wijdverspreid en vrij algemeen.
A. musculus is de kleinste soort van zijn geslacht. De rug is bruin, de buik geelbruin, de voeten wit. De staart is aan de bovenkant bruin. De staart is ongeveer even lang als de kop-romp.